# Madonna col Bambino, i santi Proiettizio, Giovanni vescovo, Esteria e Giacomo, con angeli musicanti
(Francesco Tassi- Vite dei pittori, scultori e architetti bergamaschi)
La Madonna col Bambino, i santi Proiettizio, Giovanni vescovo, Esteria e Giacomo, con angeli musicanti  conosciuta come Pala di sant'Esteria è un dipinto olio su tela conservato presso la chiesa di San Pancrazio a Bergamo nella zona del coro e realizzato nel 1529 da Jacopino Scipioni. Il dipinto è una delle poche testimonianze rimaste della chiesa di Sant'Alessandro in Colonna, la più antica chiesa alessandrina della città, demolita nel 1561 per la costruzione delle mura veneziane.

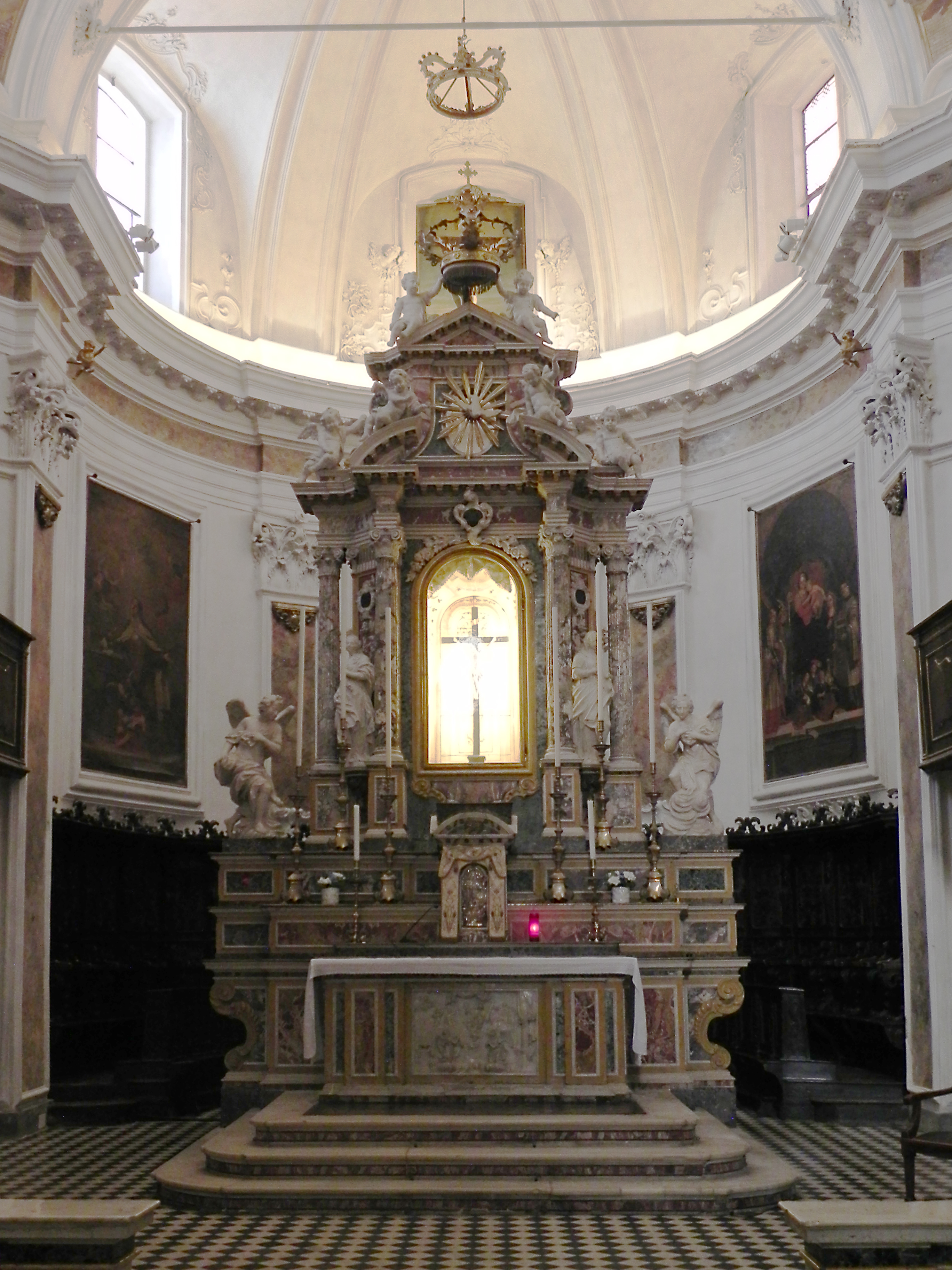
Presbiterio della chiesa di San Pancrazio con la pala di sant'Esteria visibile sul lato destro

## Storia
(Franco Mazzini- Archivio della Biblioteca civica Angelo Mai)
La prima menzione del dipinto risale alla metà del Seicento nel testo del cancelliere vescovile Giovanni Paolo Bonetti: Memoria historica delle due cattedrali, identificata poi da Francesco Tassi nel suo Vite de' pittori, scultori e architetti bergamaschi nella pala conservata nella chiesa di San Pancrazio. Il Bonetti riportò che la pala fu commissionata: dopo la partenza di questi empj luteran quindi dopo che i tedeschi ebbero lasciato il territorio di Bergamo, e posta nella chiesa di Sant'Alessandro in Colonna. 

Il 12 febbraio 1529 infatti, il pittore s'impegnava, con Giacomo di Cristoforo de Muzio, a realizzare una pala per la cappella dedicata a santa Esperia della chiesa di Sant'Alessandro Maggiore e che doveva essere consegnata entro il 1º agosto del medesimo anno. La pala doveva raffigurare la Vergine, il Bambino e quattro santi. Di questi veniva citata solo sant'Esteria. Il pagamento era di 200 libbre, di cui metà all'atto della commissione in soldi e in lino, e il saldo dopo che l'opera fosse stata valutata.
La chiesa alessandrina fu però distrutta nel 1561, pochi anni dopo la realizzazione della tela, per la costruzione della mura venete a difesa alla città, e il dipinto fu rimosso e collocato nella chiesa di San Vincenzo  come pala d'altare maggiore, unitamente alle reliquie dei santi bergamaschi che vi erano conservati, i medesimi che erano raffigurati nel dipinto dello Scipioni: san Giovanni, san Proiettizio e san Giacomo che hanno subito il martirio a Bergamo, e santa Esteria o Asteria, sorella di santa Grata.
Donato Calvi che visiona l'opera nel Seicento, la definì ben conservata, anche se la indica presente presso la porta da cui si accede alla seconda sacrestia, lamentando che non era più posta sul coro.
Con il rifacimento della zona presbiteriale del duomo, il dipinto nel 1857 fu trasferito nella chiesa di San Pancrazio. Nel medesimo tempo la tela fu oggetto di restauro eseguito non a regola d'arte che ha dato all'opera un colore sicuramente differente dall'originale. Il Locatelli nel 1869 lo definì di colore melanconico con qualche impressione da Leonardo di intonazione totale abbujata, mentre ancora Gerolamo Marenzi nel 1822 aveva trovato la tela in ottime condizioni. Il dipinto è stato nuovamente restaurato nel Novecento, anche se non ha recuperato i colori originali.

## Descrizione
Il dipinto è una sacra conversazione e raffigura intorno all'immagine della Vergine col Bambino quattro santi, tutti importanti per la chiesa di Bergamo. San Giacomo Maggiore trattiene il modello della chiesa alessandrina poi demolita, raffigurata a due logge sovrapposte e con due torri campanarie laterali come descritta dal Calvi. Questi era stato un presbitero di Bergamo e aveva subito il martirio durante la sua predicazione nel 380, san Proiettizio fu martirizzato nel 308 sotto l'impero di Costantino, san Giovanni vescovo di Bergamo fu martirizzato proprio nella cattedrale nel VII secolo, e santa Asteria definita nei testi agiografici come «vergine Deo sacrata», forse compagna di santa Grata. Quindi la tela era un importante oggetto devozionale per i cittadini.